# K-pop-айдолы
Айдол (кор. 아이돌, aidol) — это артист, работающий в сфере корейской популярной музыки (K-pop) как участник группы или сольный исполнитель. Айдолы обычно сотрудничают с развлекательным агентством, которое управляет их карьерой, продвигает и дебютирует их. Они проходят интенсивное обучение танцам, вокалу и иностранным языкам, представляя собой гибридное сочетание визуальных образов, музыки и моды. Айдолы тщательно формируют свой публичный имидж и активно ведут социальные сети, уделяя значительное время и ресурсы построению отношений с фанатами через концерты и встречи.

## Система трейни
Вдохновлённый расцветом MTV в США, Ли Су Ман, основатель SM Entertainment, поставил перед собой цель заложить фундамент современной корейской поп-музыкальной индустрии. Он стал свидетелем популярности группы New Kids on the Block в Корее в 1990-х годах. Кроме того, он популяризировал бизнес-модель подготовки стажёров, заимствованную из японской индустрии айдолов, основанной Джонни Китагавой. Сотни кандидатов ежедневно участвуют в глобальных прослушиваниях, проводимых корейскими развлекательными агентствами, чтобы получить шанс стать стажёром. Это было частью концепции, названной культурной технологией.
Процесс подготовки трейни (стажёров) длится неопределённое время, от нескольких месяцев до нескольких лет, и обычно включает занятия по вокалу, танцам и изучению языка, которые проходят в условиях совместного проживания с другими стажёрами, иногда посещающими школу одновременно. Однако некоторые стажеры бросают школу, чтобы сосредоточиться на своей карьере.
Как только стажёр попадает в систему, он регулируется в различных аспектах, включая личную жизнь, физическое состояние и внешний вид. В производстве корейских айдолов выживание, обучение и регулирование имеют приоритет над естественным талантом. Система требует от стажёров поддерживать «здоровый образ» и сохранять «приватность своей жизни и мыслей».
Бывшие стажёры сообщали, что им приходилось проходить пластические операции, такие как блефаропластика или ринопластика, чтобы соответствовать приемлемым корейским стандартам красоты. Дополнительная критика в адрес системы подготовки стажёров касалась жёстких ограничений по весу, установленных компаниями, что часто приводило к обморокам или обезвоживанию стажёров в попытках достичь требуемого веса для участия в желаемой программе.
Инвестиции в потенциального стажёра могут быть значительными. В 2012 году The Wall Street Journal сообщила, что стоимость подготовки одного участника группы Girls' Generation под руководством SM Entertainment составила $3 миллиона.

## Личный имидж
Когда стажёры наконец выбираются для дебюта в новых группах, они сталкиваются с новым набором личностей, созданных компанией для удовлетворения потребностей развлекательного рынка. Каждый участник айдол-группы имеет свой собственный характер, который должен играть, и поэтому важной частью их рабочих обязанностей является поддержание этого темперамента в любом виде публичного выступления. Один из способов формирования личного имиджа айдол-групп — использование социальных медиа-сервисов, контент которых управляется компанией для обеспечения согласованности этих личностных характеристик.

## Отношения с фанатами
Отношения между корейскими айдолами и их поклонниками можно охарактеризовать как «парасоциальные родственники», что означает для фанатов создание семейной связи с кумирами вместо простого «наблюдения издалека». В некоторых случаях поклонники как внутри, так и за пределами фандомов устанавливают семейные связи с другими фанатами на основе общих интересов или просто для дружбы. Эти взаимодействия могут инициироваться самими фанатами, компанией или самими айдолами, но в любом случае им, скорее всего, потребуется одобрение со стороны компании. Некоторые проекты или мероприятия, созданные фанатами для айдолов, также должны быть одобрены местом проведения или компанией айдолов, чтобы минимизировать любой вред для айдолов и участников. Взаимодействия и связи между фанатами можно увидеть на таких мероприятиях, как встречи с фанатами, также известные как артистические встречи, концерты, фан-сайты и артистические кафе. Ежегодное событие KCon также является местом взаимодействия фанатов и артистов.
Природа этих «парасоциальных родственных связей» также проявляется в активном участии корейских фанатов айдолов в создании групп. Даже до дебюта некоторые стажёры уже имеют своих поклонников. Это приводит к тому, что «родственные связи» возникают на ранней стадии, и их развитие очень важно как для айдола как артиста, так и для фаната как сторонника. После дебюта фанаты растут вместе со своими айдолами, и отношения „айдол–фанат“ становятся глубже. Если что-то происходит, фанаты используют свои уникальные способы выразить своё отношение и мнение по вопросам, касающимся «несправедливых» действий управляющих компаний. В таких ситуациях фанаты часто выступают в роли защитников айдолов от плохого обращения со стороны компаний из-за «семейных связей», которые были построены между обеими сторонами.
Корейская поп-культура оказала значительное влияние на мир, создав множество возможностей для объединения фанатов и празднования разнообразия. Фанаты продемонстрировали свою приверженность к K-pop айдолам, взяв на себя инициативу по изучению корейского языка, часто с помощью романизации, чтобы понять смысл песен K-pop и установить личную связь с артистами.

## Условия труда
Несколько южнокорейских групп айдолов и сольных исполнителей выразили недовольство контрактами, заключёнными с их управляющими компаниями. Они утверждают, что десятилетние контракты являются «слишком длительными, слишком ограничивающими и почти не оставляют им прибыли от их успеха». Директор южнокорейского агентства развлечений DSP Media заявил, что компания действительно делится прибылью с исполнителями, но часто после покрытия всех расходов остаётся мало средств .
Южнокорейские развлекательные компании, такие как SM Entertainment, часто называют «фабриками» за их уникальный метод массового производства звёзд. Члены групп часто уходят на пенсию и заменяются новыми стажёрами, когда их возраст или музыкальные предпочтения начинают создавать проблемы. В 2009 году TVXQ подали иск против SM Entertainment за неразумные условия контрактов с компанией.

## Ожидания от айдолов
В корейской индустрии развлечений широко распространено мнение, что айдолы верны своим поклонникам. В связи с этим многие компании внедрили политику, запрещающую любые виды свиданий. Причина этого в том, что репутация для айдолов имеет решающее значение, и любой скандал может запятнать и разрушить их имидж и негативно повлиять на их карьеру. Поклонники также считают, что свидания могут быть препятствием для успеха айдола.
По конституции, военная служба обязательна для всех мужчин в возрасте от 18 до 35 лет, и они должны служить в течение 18 месяцев. Несмотря на значительный вклад корейских айдолов в экономику страны, для них не делается исключений. В прошлом бывший K-pop-звезда Ю Сын Джун попытался уклониться от военной службы, получив американское гражданство. В результате ему был запрещён въезд в Южную Корею.
Южная Корея по-прежнему является очень консервативной страной, и поэтому артисты, являющиеся членами ЛГБТ-сообщества, всё ещё сталкиваются со значительной дискриминацией и предрассудками. Го Тхэ Соб, также известный как Холланд, дебютировал в 2018 году со своей первой песней «Neverland» как гей. Однако многие граждане не были рады, что он открыто выражал свою сексуальность. Холланд привлёк внимание к проблемам, связанным с правами ЛГБТ, и выступил в их защиту.

## Коммерциализация
Развлекательные компании в Южной Корее используют систему «бут-кэмп» для подготовки своих айдолов. В случае SM Entertainment компания ежегодно получает около 300 000 заявок из девяти стран. Они располагают тренировочными базами в районе Каннамгу в Сеуле, где новобранцы проводят годы в ожидании своего дебюта. SM Entertainment была названа первой компанией, которая начала продвигать «группы как бренды» и превращать в товар не только продукт артистов, но и самих артистов. Такие методы привели к массовому признанию за рубежом и помогли запустить корейскую волну, что приносит пользу развлекательным компаниям, расширяя их аудиторию. Поскольку внутреннего фандома обычно недостаточно для получения прибыли, необходимой этим корпорациям и их артистам, брендинг и маркетинг артистов и групп стали ключевыми элементами для прибыли индустрии и, таким образом, определяющей чертой жанра в настоящее время.

## Отчет о прибылях и убытках
Согласно данным Национальной налоговой службы Южной Кореи, средний годовой доход южнокорейских айдолов в 2013 году составил ₩46,74 миллиона (около $42 000). Это значительно больше по сравнению с показателем 2010 года в ₩26,97 миллиона (около $25 275), что объясняется глобальным распространением феномена «Халлю» в последние годы. В период с 2013 по 2014 год значительных изменений в доходах большинства артистов не произошло, за исключением наиболее успешных представителей индустрии.

## Признание
Корейская волна привела к глобальному росту интереса к корейским айдолам, а также к другим аспектам корейской культуры, включая корейские фильмы и телесериалы, которые стали активно продвигаться и экспортироваться в другие страны мира. Корейские айдолы также оказали значительное влияние на популярность корейской косметики, известной как K-beauty, благодаря их безупречной коже.

## Достижения
За последние годы корейские айдолы завоевали популярность по всему миру, и многие развлекательные компании начали активно продвигать своих артистов и группы на международной арене. Такие знаменитости, как PSY, стали известны благодаря своим музыкальным видео, которые в течение 24 часов набрали миллионы просмотров на YouTube. Группы, такие как BTS, стали первой иностранной группой, которая выступила на ежегодной церемонии вручения премии «Грэмми». В 2018 году Red Velvet стали первой группой за последние 16 лет, которая выступила в Пхеньяне, Северная Корея.

## Сексуализация
Критика сексуальной объективации женщин и мужчин в индустрии усиливается из-за высокой жёсткости гендерных норм в современном корейском обществе. Корейские практики цензуры, касающиеся наготы и непристойности, также могут способствовать этой объективации.
Корейские айдолы часто носят откровенную одежду и провокационно танцуют в музыкальных клипах, что является частью усилий компаний по продвижению айдолов различными способами. В некоторых случаях эти усилия приводят к цензуре; например, клип «Miniskirt» группы AOA был признан сексуально неуместным для публичных телешоу и программ и не мог быть показан до тех пор, пока группа не изменила свои наряды и хореографию.
Эта сексуализация также привела к концепции соответствия в принятии айдолов. Айдолы, которые не выступают сексуально привлекательным образом для своей целевой аудитории, подвергаются травле; например, Эмбер Лю получила критику за свою андрогинную внешность и игнорирование гендерных норм.